# 卡塞尔
卡塞尔（德語：Kassel）是德国黑森州北部唯一的大城市，也是黑森州内继法兰克福及首府威斯巴登之后的第三大城。
卡瑟爾位於童話大道（Märchenstraße）全程的中心點，格林童話作者格林兄弟一生中除了在馬爾堡求學、在哥廷根任教之外，大部分的時間都居住在這裡，許多作品也完成於此，號有「童話首都」 (Hauptstadt der deutschen Märchenstraße)之美名。 城內有多家博物館，如黑森邦立博物館、格林兄弟博物館、自然博物館等。重要的高等教育機構有卡塞尔大學。
卡塞尔历史上曾于1277年作為黑森-卡塞尔領伯國的首都，直到至1866年伯國作為遺產被黑森大公國君主繼承為止。今天卡塞尔同时是黑森州卡塞尔行政区（黑森州一共有达姆施塔特，吉森以及卡塞尔三个行政分区）、卡塞尔縣、卡塞尔市的行政辦公驻地，是黑森州內9个較大型的城市之一。
在国际上，卡塞尔具有兩件特别著名的事物。第一是聯合國世界文化遺產威廉丘山地公园（Wilhelmshöhe），尤以其精彩的水法表演聞名於世；其次是自1955年以来每5年举行一次的国际现代艺术展－「卡塞尔文献展」（documenta），由于这个原因卡塞尔又被称作“documenta之城”。
在1899年卡塞尔人口数首次超过十万，并由此跻身于德国的大城市行列，目前的人口约20万。

## 市徽
描述：一银白色对角方向宽条将蓝色盾形徽章分为两部分，位于右上角以及左下角分别停有6个以及7个三叶草图案。城市的代表颜色为白－蓝两色。
解释：作为市徽图案的三叶草早在14世纪就出现了，并用于纸张上的水印。其中银白色斜条早在13世纪曾作为波浪形出现过，人们猜测其可能是象征富尔达河。至于为什么恰巧是13个三叶草，正像三叶草本身代表着什么意思一样，至今没有人能够解释清楚。这里有几种不同的观点，例如按照一些专家的解释，银色斜条象征着富尔达河，右上6個和左下7个三叶草分别代表着富尔达河两岸的市议员数目。另一种解释，13个三叶草分别象征着富尔达河两岸的鱼户。

## 地理
与其优越的中央地理位置以及优美的自然风光相比，卡塞尔在经济方面就逊色很多了，虽然她位于德国地理中心点西北仅70公里的地方。除了图林根州 的埃尔福特以及下萨克森州的哥廷根，卡塞尔应该算得上是德国最大的中心城市。
虽然卡塞尔坐落在黑森州和下萨克森州交界处附近的一块被称之为卡塞尔盆地的區域中，然而从地理角度出发这里只是一块广阔延伸的富尔达河河谷而已，值得一提的是该城市的卡哨尔（Karlsaue）和富达尔（Fuldaaue）两部分正好位于这片谷地上。
将富尔达山谷包围起来的分别是位于西南的长山（Langenbergen），西部的哈比锡特森林（Habichtswald），东北部的莱茵哈特森林（Reinhardswald）末端，东部的考凤尔森林（Kaufunger Wald）以及东南和南部的举赫山脉（Soehre）。这5个通过若干个山脊连接起来的中等山脉将卡塞尔山谷团团围住，只有富尔达河谷从南至北方向贯穿过群山。与卡塞尔相邻的几个相对大一些的市县分别是包娜塔尔（Baunatal），费尔玛（Vellmar）两个中等城市以及尼斯特谷（Niestetal），富尔达布湖克（Fuldabrück），考凤恩（Kaufungen），劳菲尔德（Lohfelden）4个镇。
交通上卡塞尔通过三条高速公路（7号，44 号以及 49 号高速公路），5条联邦公路，具有超级特快ICE列車线路的德国铁路以及一个飞机场和德国的密集交通网连接起来。
距卡塞尔最近的几个德国大城市分别是（航线和公路测量）汉诺威（北120/164km），哥廷根（东北40/55km），埃尔福特（东115/185km），法兰克福（西150/193km），吉根（西南115/165km），多特蒙德（西145/165km）以及帕特伯恩（西北70/84km）。

## 城市掠影

大力神（Herkules）雕像

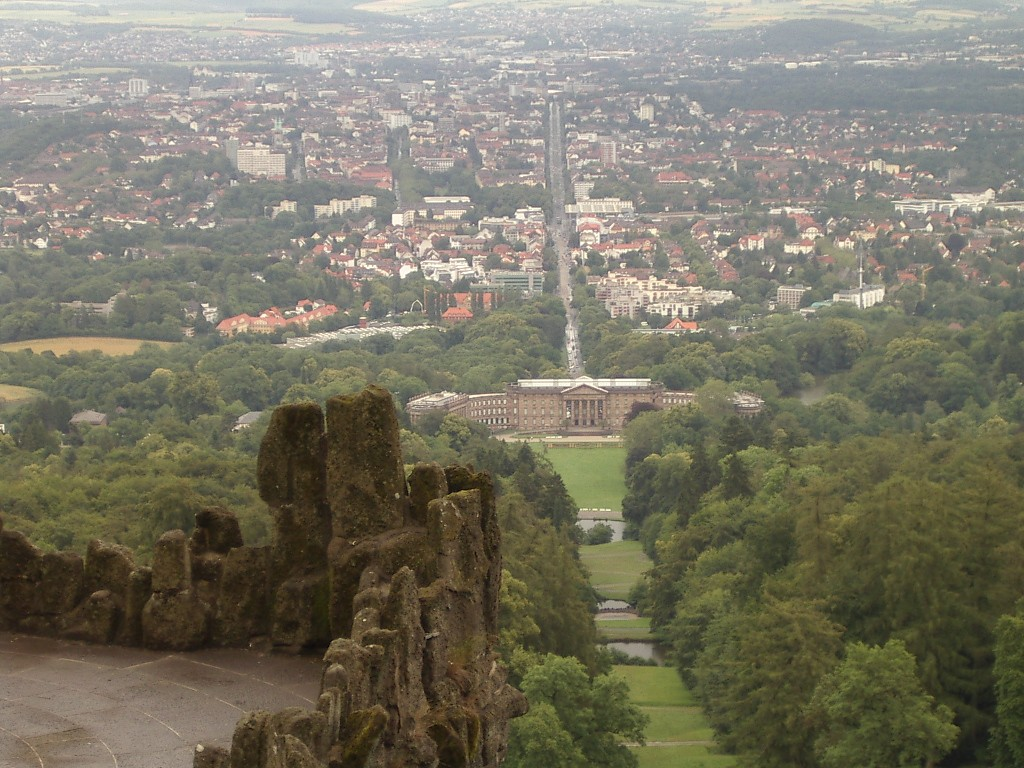
威廉高地（Wilhelmshoehe）鸟瞰

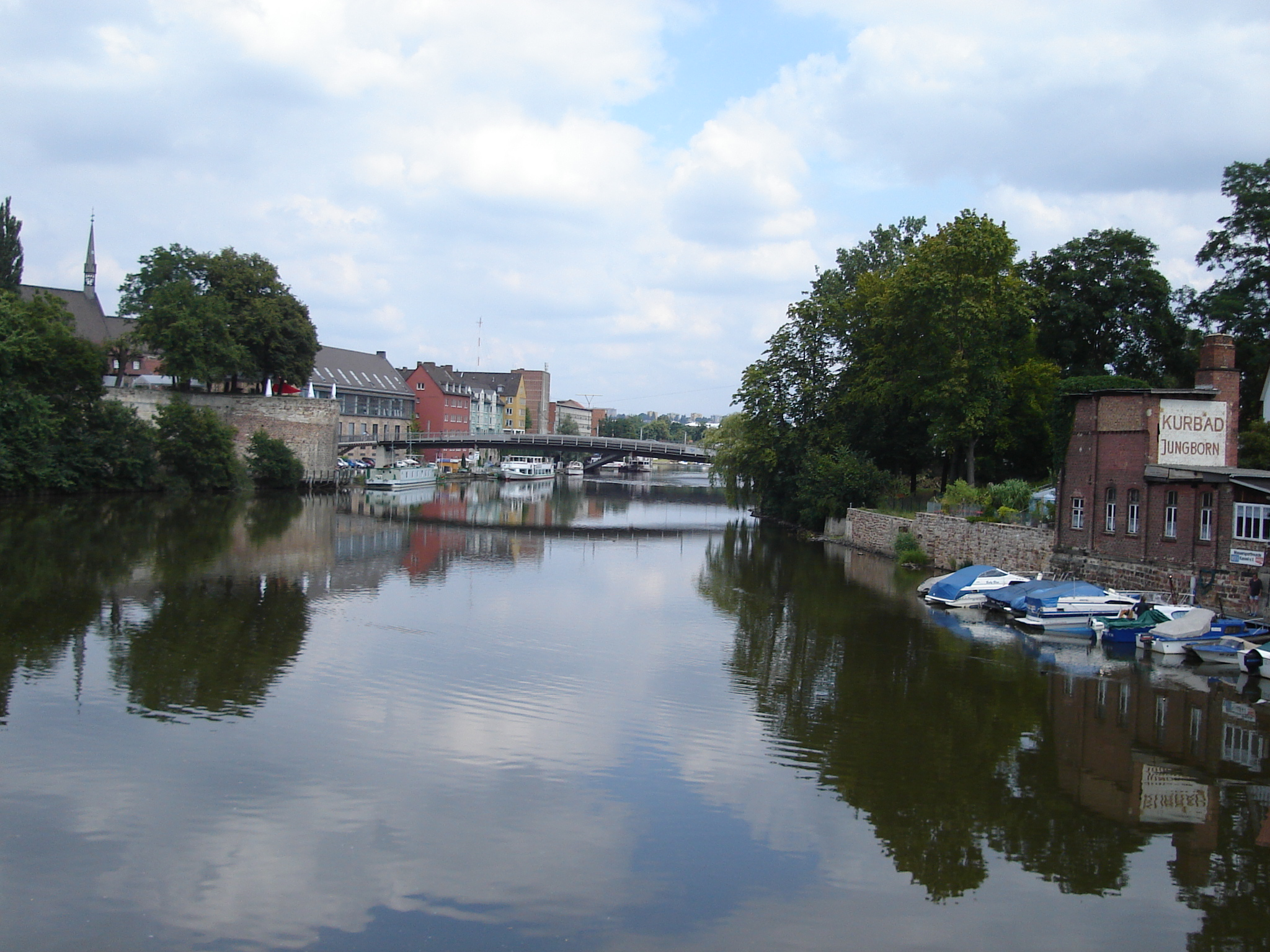
富尔达河（Fulda Fluss）

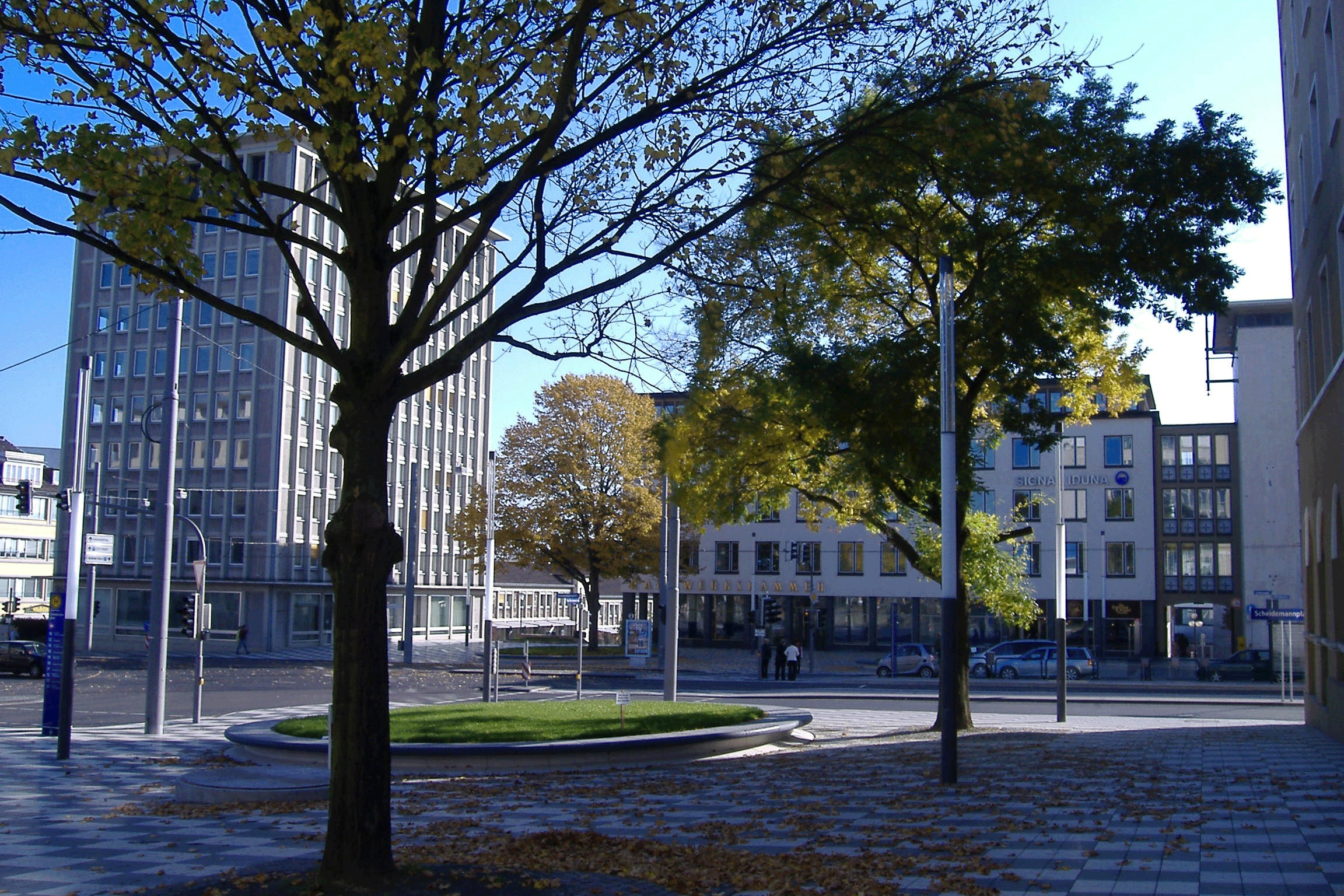
典型的1960年代建筑，赛德曼广场（Scheidemannplatz）

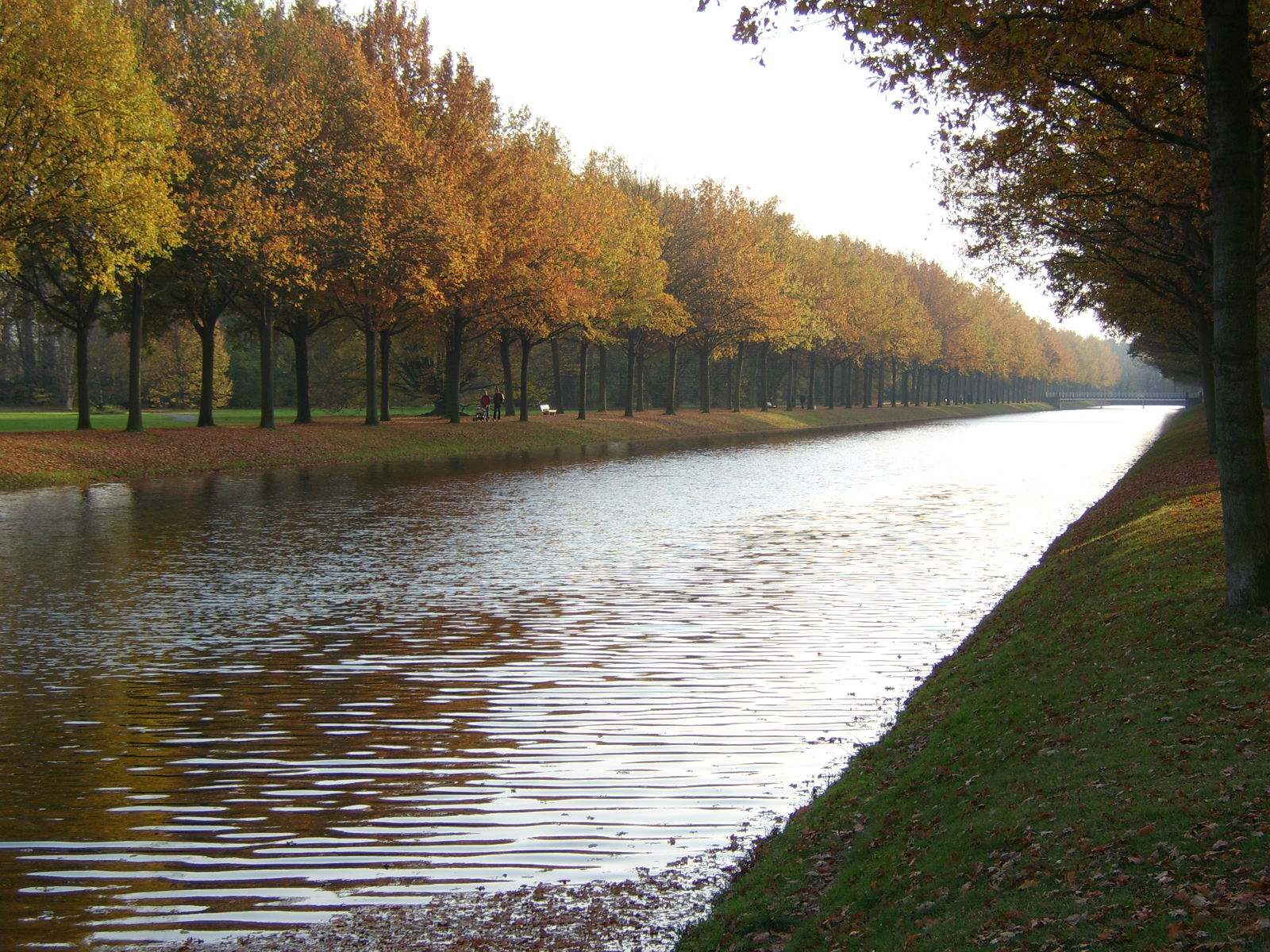
卡哨尔（Karlsaue）一景

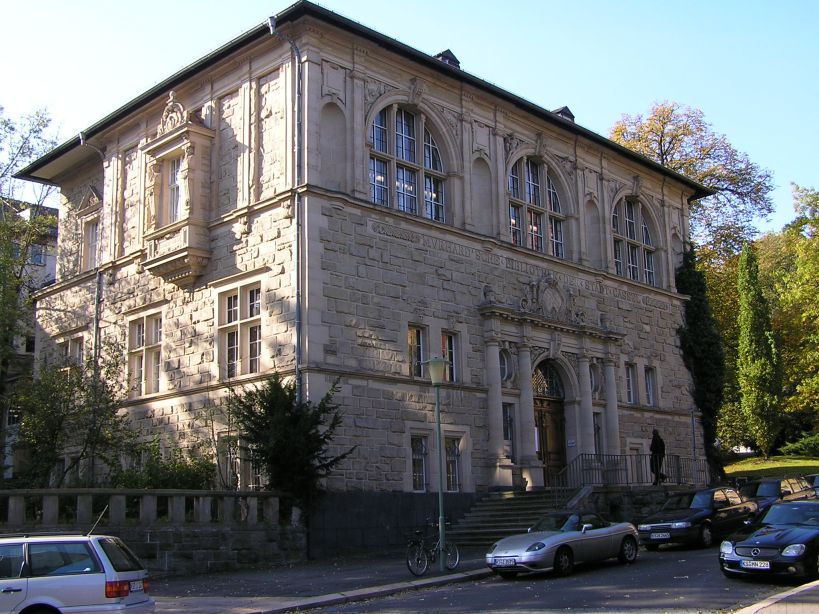
州立图书馆

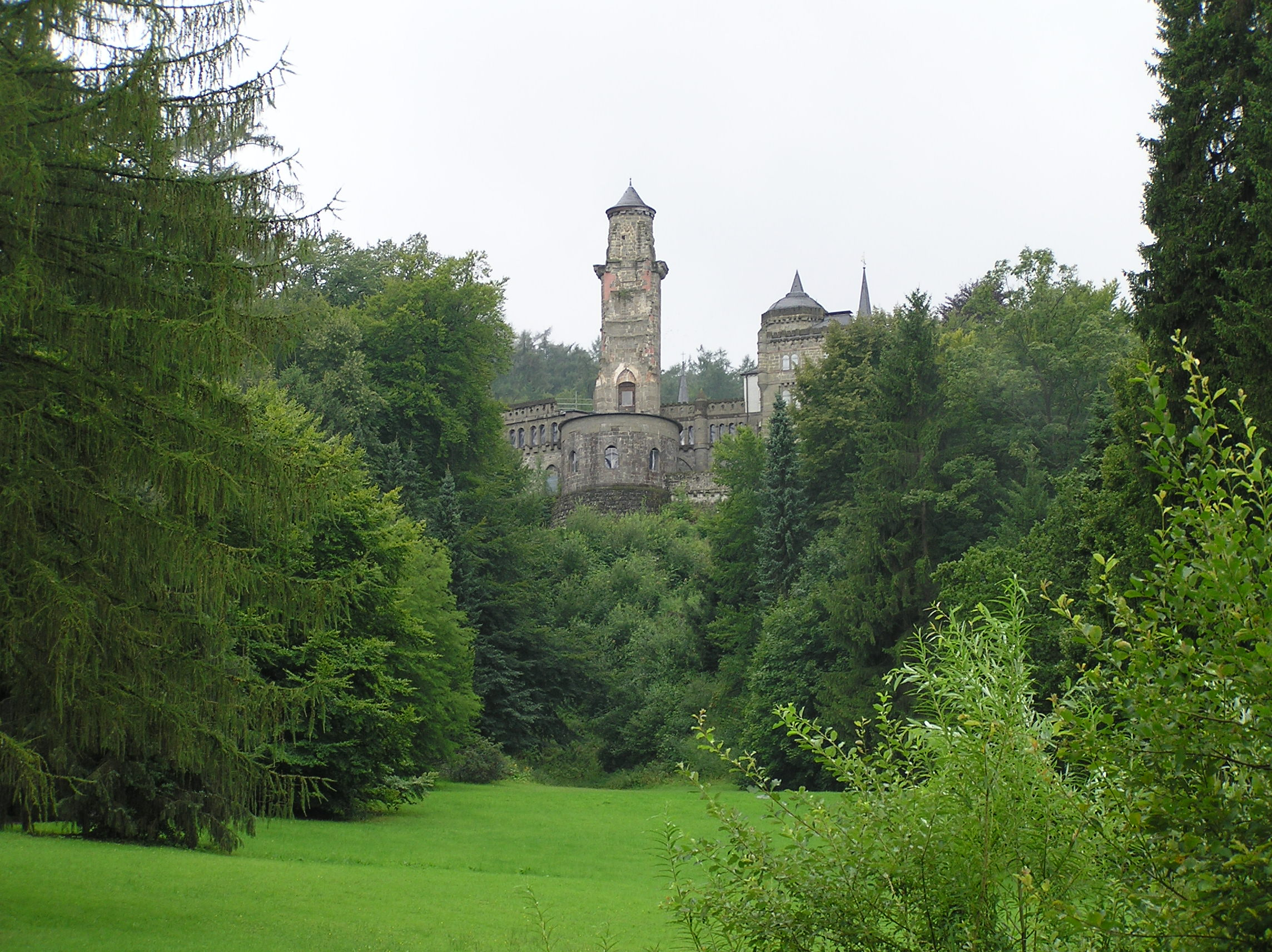
狮堡（Loewenburg）

二战期间卡塞尔曾遭到盟军空军的严重破坏，历史建筑物已所剩无几，在战后重建中卡塞尔并没有像德国其它城市那样尽量恢复城市原来的历史面貌，而是按照当时也即是1950年代的建筑理念来重新规划城市，残留的历史建筑物被拆除。城市的整体建筑风格遵循由英国人霍华德（Ebenezer Howard）倡导的「花园城市模型」（Garden city movement），首先4至5层的住宅先被建起来，然后完善了城市的公路并修建了德国的第一个步行街。始料不及的是该市的公路交通系统从1970年代开始已经不能应付快速增长的私人小汽车的发展，致使这种城市建筑风格在今天的卡塞尔仍处在很大的争议中。
与相对拥挤的城市住宅区形成鲜明对照的是卡塞尔拥有大量的绿地，比如位于哈比锡特森林（Habichtswald）的威廉高地（Wilhelmshoehe）公园，卡哨尔（Karlsaue）和富达尔（Fuldaaue）。在卡塞尔的城市景观中非常引人注目的是无论是大街还是广场，橡树几乎是随处可见，这要归功于艺术家约瑟夫·波依斯，正是在他的「城市森林化」的号召下，近7000棵橡树于1982年至1987年之间耸立起来。
流经卡塞尔的主要河流是富尔达河，其次是最终也注入富尔达河的它的几条支流以及若干条溪流，这其中包括阿妮小溪（Ahne），德呼瑟河（Drusel），盖乐河（ Geilebach），劳瑟河（Losse），尼斯特河（Nieste）以及瓦乐河（Wahle）。
卡塞尔的最低点位于该城东北部的富尔达河谷，平均海拔132,9米；事实上卡塞尔还有另一块叫做克哈根霍夫（Kragenhof）的偏僻飞地——一个同样位于该河谷并与瓦恩豪森（Wahnhausen）相邻的小村庄，这里才应该是卡塞尔的最低点，高于海平面131,4米。市中心的国王广场（Koenigsplatz）和市政厅（Rathaus）的高度分别是163m以及169m，旅游胜地威廉高地宫殿是285m。城市的最高点则是位于哈比锡特森林（Habichtswald）的高草山脈（Hohes Gras），海拔 615m。
卡塞尔市内的几个最高的建筑物分别是路德教堂（76m），大力神塑像（70.5m）和马丁教堂（69m），但是不包括位于醋山（Essigberg）的广播电视发射塔（186m），因为它不属于卡塞尔市。

### 郊区城镇
下面列出的若干小城市以及县镇（按顺时针方向从北部开始数）构成卡塞尔的周边区县，且全部属于卡塞尔市（除了斯陶芬堡，其一部分属于下萨克森州的哥廷根市）：
| - 01 包娜塔尔（Baunatal） - 02 尼斯特谷（Niestetal） - 03 考凤恩（Kaufungen） - 04 劳菲尔德（Lohfelden） - 05 费尔玛（Vellmar） - 06 富尔达谷（Fuldatal） - 07 富尔达布湖克（Fuldabrueck） - 08 哈比锡特森林（Habichtswald） - 09 阿娜塔尔（Ahnatal） - 10 韶恩堡（Schauenburg） - 11 斯陶芬堡（Staufenberg） |

其中费尔玛，富尔达谷位于北部，考凤恩在西部，劳菲尔德在东南以及包娜塔尔在南部。

### 城市区划
卡塞尔总共由23个城区组成，每个区都具有一个区议会以及相应的区长。这23个区议会每5年由该区的区民直接选举产生。区议会的职能仅仅是听取该区所遇到的重要问题，最终的采取措施的决定则由市议会作出。这23个城区列表如下，
| - 01 市中心 ( Mitte ) - 02 城南 ( Suedstadt ) - 03 城西 ( West ) - 04 维尔海登 ( Wehlheiden ) - 05 威廉高地浴场 ( Bad Wilhelmshoehe ) - 木浪 ( Mulang ) - 瓦乐斯豪森 ( Wahlershausen ) - 06 勃哈瑟堡 ( Brasselsberg ) - 07 居斯特菲尔德－海乐布云 ( Suesterfeld-Helleboehn ) - 08 卡乐斯豪森 ( Harleshausen ) - 09 克尔斯底特默尔德 ( Kirchditmold ) - 10 郝特翰底特默尔德 ( Rothenditmold ) - 11 北－荷兰 ( Nord-Holland ) - 12 菲律宾村－瓦特堡 ( Philippinenhof-Warteberg ) | - 13 法扎南霍夫 ( Fasanenhof ) - 14 外瑟图 ( Wesertor ) - 15 沃尔夫长尔－哈森海克 ( Wolfsanger-Hasenhecke ) - 可哈根霍夫 ( Kragenhof ) - 16 拜腾豪森 ( Bettenhausen ) - 爱西瓦德 ( Eichwald ) - 17 佛斯特菲尔德 ( Forstfeld ) - 18 瓦尔岛 ( Waldau ) - 19 下茨维肯 ( Niederzwehren ) - 20 上茨维肯 ( Oberzwehren ) - 21 北豪森 ( Nordshausen ) - 22 永费昂考夫 ( Jungfernkopf ) - 23 温特诺依城 ( Unterneustadt ) - 桥村 ( Brueckenhof ) |

说明：在这 23 个城区中，有的城区还拥有更小一级的辖区，称为「居民点」（Siedlung），且具有各自的名称，比如上面列出的木浪（Mulang）和瓦乐斯豪森（Wahlershausen）属于威廉高地浴场（Bad Wilhelmshoehe），可哈根霍夫（Kragenhof）属于它的上一级沃尔夫长尔－哈森海克（Wolfsanger-Hasenhecke），以及桥村（Brueckenhof）属于温特诺依城（Unterneustadt）。

### 城市用地情况
( 2003 年 )
城市总面积：106.77平方公里
- 34.5% - 建筑物和空地
- 21.6% - 城市森林
- 17.0% - 农业用地
- 13.0% - 交通
- 10.0% - 疗养及休假用地
- 2.0% - 河流及湖泊
- 1.5% - 其他用地
- 0.4% - 企业用地

## 历史

### 简要概况

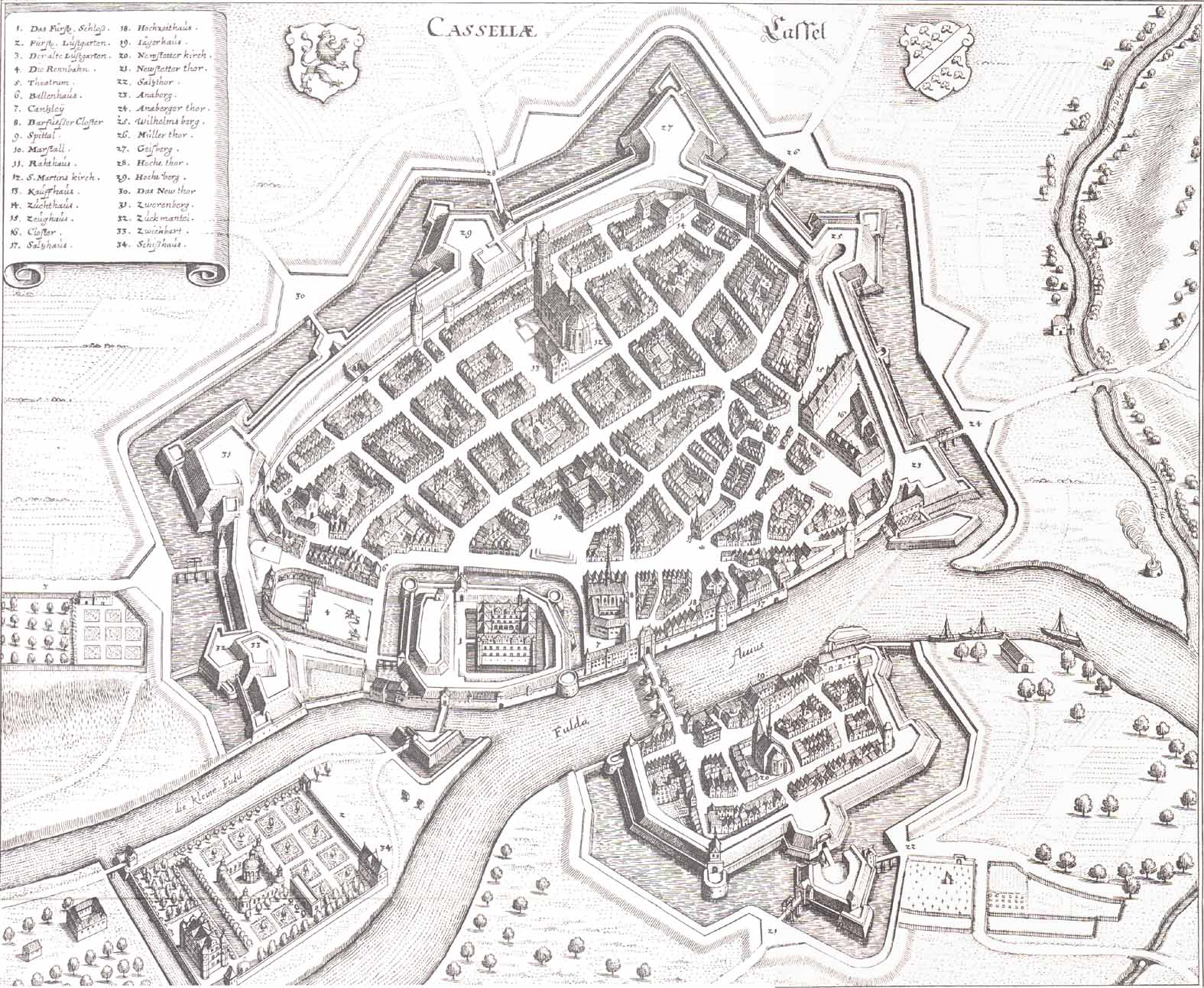
出自当时的铜板雕刻家马太 (Matthaeus Merian) 的卡塞尔地图，1648 年

最早有文献记载的卡塞尔这个名字可以追溯到公元 913 年。曾作为法兰克族宫廷驻地的卡塞尔于 1189 年正式被授予城市权 ( 德国一个地区成为城市的仪式 )，之后在公元 1277 年卡塞尔成为黑森地区的首府 ( 当时还没有黑森州 )。德国火车、战车、坦克制造厂亨舍尔位于此地。

## 友好城市
- 法國 米卢斯

## 其他連結
- Kassel City Panoramas （页面存档备份，存于） - Panoramic views and Virtual Tours
- 官方網站（页面存档备份，存于）